# Brandon Rivera
Brandon Smith Rivera Vargas (* 21. März 1996 in Zipaquirá) ist ein kolumbianischer Radrennfahrer.

## Sportlicher Werdegang
Seine Karriere im Radsport begann Rivera mit dem Mountainbike. Seit dem zehnten Lebensjahr kennt er Egan Bernal, mit dem er eng befreundet ist. Gemeinsam waren sie die besten Mountainbiker ihres Jahrgangs in Kolumbien. Von 2013 bis 2016 gewann Rivera mehrere Titel und weitere Medaillen bei den Panamerika-Meisterschaften und den nationalen Meisterschaften im Cross-Country. Bei den Olympischen Jugend-Sommerspielen 2014 gewann er zusammen mit Jhon Anderson Rodríguez die Goldmedaille.
Bei gelegentlichen Starts auf der Straße blieb Rivera zunächst ohne nennenswerte Ergebnisse. Bei den Panamerika-Meisterschaften 2019 errang er überraschend den Titel im Einzelzeitfahren. Daraufhin erhielt er zur Saison 2020 einen Vertrag beim UCI WorldTeam Ineos Grenadiers und folgte damit seinem Freund Egan Bernal. Im Team gilt er als zuverlässiger Helfer, sodass sein Vertrag bereits mehrfach verlängert wurde. Eigene Erfolge blieben ihm bis 2024 verwehrt. Bei der Tour of Austria 2024 erzielte er mit dem Gewinn der zweiten Etappe seinen ersten Sieg als Radprofi, zudem wurde er Zweiter der Gesamtwertung.
Nachdem Rivera die Vuelta a España 2020 bereits auf der zweiten Etappe mit Knieschmerzen abbrechen musste, wurde er nach drei Jahren ohne Grand Tour für die Vuelta a España 2024 erneut nominiert und beendete diese auf Platz 95 der Gesamtwertung.

## Erfolge
2013
- Panamerika-Meisterschaften – Cross-Country XCO (Junioren)

2014
- Olympische Jugendspiele (mit Jhon Anderson Rodríguez)
- Panamerika-Meisterschaften – Cross-Country XCO (Junioren)
- Panamerika-Meister – Cross-Country-Staffel XCR
- Kolumbianischer Meister – Cross-Country XCO (Junioren)

2015
- Panamerika-Meister – Cross-Country-Staffel XCR

2016
- Panamerika-Meister – Cross-Country XCO (U23)
- Panamerika-Meister – Cross-Country-Staffel XCR
- Kolumbianischer Meister – Cross-Country XCO (U23)

2019
- Panamerika-Meister – Einzelzeitfahren

2024
- eine Etappe Tour of Austria

## Grand Tour-Platzierungen
| Grand Tour            | 2020 | 2021 | 2022 | 2023 | 2024 | 2025 |
| --------------------- | ---- | ---- | ---- | ---- | ---- | ---- |
| Giro d’ItaliaGiro     | –    | –    | –    | –    | –    | DNF  |
| Tour de FranceTour    | −    | –    | –    | –    | –    | …    |
| Vuelta a EspañaVuelta | DNF  | –    | –    | –    | 95   | …    |